# Bastian Emil Goldschmidt
Bastian Emil Goldschmidt (født 1992) er en dansk forfatter, musiker og cykelkommentator på Eurosport.. Han har skrevet bøgerne Fremad (2021) og Verden af Vilje (2022) om sportens idealer. Han skriver reportager i Politiken og står bag oversættelsen af Curzio Malapartes Coppi og Bartali (2024). I 2023 udgav han i samarbejde med Jørgen Leth bogen Der var engang en mand som hed Fausto Coppi. Samme år medvirkede han sammen med Brian Holm i dokumentarserien Cykling er religion. De to har også podcasten Café Eddy sammen. I 2024 udkom Bastian Emil Goldschmidts skønlitterære debut Rytteren og den rejsende. 
Derudover virker Bastian Emil som klokker i Vor Frue Kirke og har tidligere været fotomodel for tøjmærker som Lanvin og Balenciaga.